# Hematopoëtische stamcel

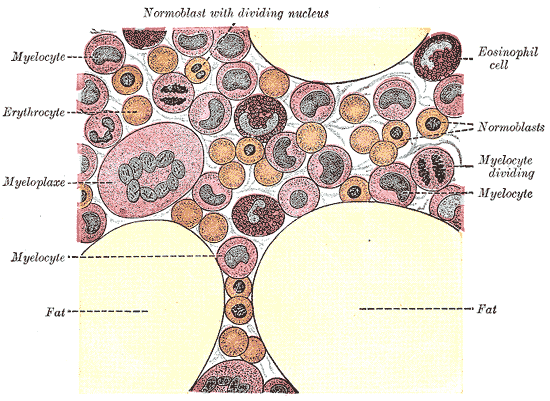
Beenmerg en bijbehorende cellen

Hematopoëtische stamcellen of bloedstamcellen zijn multipotente stamcellen, die in de regel primair in het rode beenmerg voorkomen. Uit deze cellen worden alle bloedcellen gevormd: witte bloedcellen via leukopoëse, rode bloedcellen via erytropoëse en bloedplaatjes via trombopoëse. Dit vormingsproces wordt hematopoëse genoemd. De hematopoëtische stamcellen uit het beenmerg of uit het bloed van de navelstreng of de placenta worden bij de behandeling van leukemie gebruikt voor de stamceltransplantatie of dat is hetzelfde beenmergtransplantatie als de stamcellen rechtstreeks uit het bloed worden gehaald.
| Hematopoëse            | Hematopoëse          | Hematopoëse            | Hematopoëse | Hematopoëse | Hematopoëse | Hematopoëse | Hematopoëse | Hematopoëse     | Hematopoëse    |
| ---------------------- | -------------------- | ---------------------- | ----------- | ----------- | ----------- | ----------- | ----------- | --------------- | -------------- |
| Leukopoëse             | Leukopoëse           | Leukopoëse             | Leukopoëse  | Leukopoëse  | Leukopoëse  | Leukopoëse  | Leukopoëse  | Erytropoëse     | Trombopoëse    |
| Myeloblast             | Myeloblast           | Myeloblast             | Monoblast   | Lymfoblast  | Lymfoblast  | Lymfoblast  |             | Pro-erytroblast | Megakaryoblast |
| Myeloblast             | Myeloblast           | Myeloblast             | Monoblast   | Lymfoblast  | Lymfoblast  | Lymfoblast  | Erytroblast |                 | Megakaryoblast |
| Myeloblast             | Myeloblast           | Myeloblast             | Monoblast   | Lymfoblast  | Lymfoblast  | Lymfoblast  | Normoblast  |                 | Megakaryoblast |
| Promyelocyt            | Promyelocyt          | Promyelocyt            | Monocyt     | Lymfocyt    | Lymfocyt    | Lymfocyt    | Reticulocyt | Megakaryocyt    |                |
| Neutrofiele granulocyt | Basofiele granulocyt | Eosinofiele granulocyt | Macrofaag   | B-cel       | T-cel       | NK-cel      | Mastocyt    | Erytrocyt       | Trombocyt      |